# 엽편소설
엽편소설(葉篇小說, 프랑스어: conte 콩트[*])은 단편소설보다도 분량이 짧은 것을 말한다. 단편소설의 분량이 200자 원고지 기준으로 70~100장이라면, 엽편소설은 20~30장에 이른다. 이를 손바닥에 빗대어 손바닥 소설이라고도 한다.

## 엽편소설을 쓴 사람들
- 가와바타 야스나리
- 김소진
- 김승옥
- 박순철
- 박무진
- 원재훈[3]
- 이청준
- 장희자

## 관련 논문
- 이승준, 〈이청준의 엽편소설(葉篇小說) 연구〉, 《우리어문연구》 34, 우리어문학회, 2009년
- 최재선, 〈김소진 엽편소설 연구〉, 《한국사상과 문화》 75, 한국사상문화학회, 2014년
- 김순희, 〈가와바타 야스나리 《손바닥 소설》론 ‒1940년대 여성 표상‒〉, 《일본근대학연구》 83, 한국일본근대학회, 2024년